# Synactia parvula
Synactia parvula is een vliegensoort uit de familie van de sluipvliegen (Tachinidae). De wetenschappelijke naam van de soort is voor het eerst geldig gepubliceerd in 1861 door Camillo Róndani.